# Castilleja schrenkii
Castilleja schrenkii är en snyltrotsväxtart som beskrevs av Rebr.. Castilleja schrenkii ingår i släktet målarborstar, och familjen snyltrotsväxter. Inga underarter finns listade i Catalogue of Life.